# Taeromys hamatus
Taeromys hamatus là một loài động vật có vú trong họ Chuột, bộ Gặm nhấm. Loài này được Miller & Hollister mô tả năm 1921.